# Брезовица (Уб)
Брезовица је насеље у Србији у општини Уб у Колубарском округу. Према попису из 2022. било је 507 становника.

## Демографија
У насељу Брезовица живи 553 пунолетна становника, а просечна старост становништва износи 42,4 година (41,1 код мушкараца и 43,8 код жена). У насељу има 172 домаћинства, а просечан број чланова по домаћинству је 3,88.
Ово насеље је у потпуности насељено Србима (према попису из 2002. године), а у последња три пописа, примећен је пад у броју становника.
|  |

| Демографија | Демографија | Демографија |
| Година      | Становника  | Становника  |
| ----------- | ----------- | ----------- |
| 1948.       | 964         |             |
| 1953.       | 1.003       |             |
| 1961.       | 911         |             |
| 1971.       | 872         |             |
| 1981.       | 816         |             |
| 1991.       | 726         | 713         |
| 2002.       | 668         | 669         |

| Етнички састав према попису из 2002.‍ | Етнички састав према попису из 2002.‍ | Етнички састав према попису из 2002.‍ | Етнички састав према попису из 2002.‍ | Етнички састав према попису из 2002.‍ |
| ------------------------------------ | ------------------------------------ | ------------------------------------ | ------------------------------------ | ------------------------------------ |
|                                      |                                      |                                      |                                      |                                      |
| Срби                                 | Срби                                 |                                      | 668                                  | 100,0%                               |
| непознато                            | непознато                            |                                      | 0                                    | 0,0%                                 |

| Година пописа     | 1948. | 1953. | 1961. | 1971. | 1981. | 1991. | 2002. |
| ----------------- | ----- | ----- | ----- | ----- | ----- | ----- | ----- |
| Број домаћинстава | 170   | 181   | 190   | 194   | 198   | 175   | 172   |

| Број чланова      | 1  | 2  | 3  | 4  | 5  | 6  | 7  | 8 | 9 | 10 и више | Просек |
| ----------------- | -- | -- | -- | -- | -- | -- | -- | - | - | --------- | ------ |
| Број домаћинстава | 26 | 29 | 28 | 23 | 24 | 23 | 12 | 2 | 2 | 3         | 3,88   |

| Пол    | Укупно | Неожењен/Неудата | Ожењен/Удата | Удовац/Удовица | Разведен/Разведена | Непознато |
| ------ | ------ | ---------------- | ------------ | -------------- | ------------------ | --------- |
| Мушки  | 283    | 80               | 182          | 12             | 7                  | 2         |
| Женски | 287    | 43               | 183          | 58             | 2                  | 1         |
| УКУПНО | 570    | 123              | 365          | 70             | 9                  | 3         |

| Пол    | Укупно                    | Пољопривреда, лов и шумарство | Рибарство                            | Вађење руде и камена | Прерађивачка индустрија       |
| ------ | ------------------------- | ----------------------------- | ------------------------------------ | -------------------- | ----------------------------- |
| Мушки  | 233                       | 214                           | 0                                    | 3                    | 4                             |
| Женски | 156                       | 135                           | 0                                    | 0                    | 7                             |
| УКУПНО | 389                       | 349                           | 0                                    | 3                    | 11                            |
| Пол    | Производња и снабдевање   | Грађевинарство                | Трговина                             | Хотели и ресторани   | Саобраћај, складиштење и везе |
| Мушки  | 0                         | 2                             | 5                                    | 0                    | 2                             |
| Женски | 0                         | 0                             | 5                                    | 2                    | 0                             |
| УКУПНО | 0                         | 2                             | 10                                   | 2                    | 2                             |
| Пол    | Финансијско посредовање   | Некретнине                    | Државна управа и одбрана             | Образовање           | Здравствени и социјални рад   |
| Мушки  | 0                         | 0                             | 0                                    | 1                    | 0                             |
| Женски | 0                         | 0                             | 1                                    | 3                    | 1                             |
| УКУПНО | 0                         | 0                             | 1                                    | 4                    | 1                             |
| Пол    | Остале услужне активности | Приватна домаћинства          | Екстериторијалне организације и тела | Непознато            | Непознато                     |
| Мушки  | 0                         | 0                             | 0                                    | 2                    | 2                             |
| Женски | 0                         | 0                             | 0                                    | 2                    | 2                             |
| УКУПНО | 0                         | 0                             | 0                                    | 4                    | 4                             |